# Queijo de colônia
El queijo de colônia (en portugués: queso de colonia, pronunciado /ˈkejʒu dʒi koˈlõnjɐ/) es un tipo de queso elaborado en las tierras altas del estado brasileño de Rio Grande do Sul. Es uno de los íconos de la cocina del sur de Brasil. También se produce en Santa Catarina, a pesar de ser originario de Uruguay.

## Historia
Juan Teófilo Karlen trajo y comercializó originalmente este queso a la colonia suiza Nueva Helvecia, ubicada en el departamento de Colonia, Uruguay, de ahí su nombre.

## Producción
Este queso es elaborado de forma artesanal, generalmente en zonas rurales de la sierra, especialmente en regiones pobladas por inmigrantes alemanes e italianos que desde se instalaron en Brasil hace casi doscientos años trajeron consigo sus tradiciones queseras. Tiene un bajo costo de producción, debido a su sencillo proceso de fabricación, compuesto principalmente por leche, sal y enzimas lácteas. Por lo general, pasa por un proceso de maduración que lleva varios meses. La crianza le da al queso su característica más llamativa: un interior suave, ligeramente picante, de sabor complejo y rodeado de una sólida corteza amarilla. Cuanto más envejece el queso, más grande y más dura se vuelve su corteza, lo que hace que el sabor de este producto sea más picante y llamativo.
Puede haber una formación de pequeño moho blanco en su parte externa, pero eso no afecta la calidad del producto. Este problema se puede solucionar almacenándolo en ambientes de baja humedad relativa. Por lo general, este queso se consume acompañado de vinos tintos, o también se puede utilizar para cocinar otras comidas, especialmente en pizzas, lasañas y otras pastas.

## Características
El queso tiene una masa compacta, ligeramente especiada, de sabor láctico, color amarillo pálido. Es producido sin el uso de colorantes ni conservantes. La consistencia del queso es exterior dura o semidura. Suave, bastante cremoso por dentro, mostrando buena elasticidad. Se corta fácilmente y se derrite bien cuando se somete al calor.
Su forma es cilíndrica y plana, con un peso de 800 g (28,2 oz) a 4 kg (8,8 lb).